# James Thurber
James Grover Thurber, (Columbus, Ohio, 8 de dezembro de 1894 - 2 de novembro de 1961), foi um escritor, humorista, cartunista, jornalista e dramaturgo americano.
Thurber era mais conhecido por seu desenhos animados e contos, publicados principalmente na revista The New Yorker e recolhidos em seus numerosos livros. Um dos mais populares humoristas de seu tempo, Thurber retratou as frustrações e excentricidades das pessoas comuns. Em colaboração com o seu amigo de faculdade Elliott Nugent , ele escreveu a comédia da Broadway O Animal macho, mais tarde adaptada para um filme, estrelado Henry Fonda e Olivia de Havilland.
Devido a um ferimento de infância, Thurber perdeu uma vista. Foi progressivamente perdendo a visão no olho que lhe restou. A sua vista piorava à medida que ia crescendo. Também sofreu de um problema na tireóide por mais de 2 anos nos anos 50, e morreu devido às complicações que surgiram após a remoção de um tumor benigno no cérebro.
Thurber trabalhou arduamente durante os anos 20, tanto nos Estados Unidos como em França, para se estabelecer como escritor profissional. Entretanto, único entre as principais figuras literárias americanas, ficou igualmente bem conhecido pelos seus simples, surrealistas desenhos e cartoons.

## Biografia
James Thurber era filho de Charles L. Thurber e Mary Agnes "Mame" Thurber (anteriormente Mary Agnes Fisher). Ambos os seus pais influenciaram muito o seu trabalho. Seu pai, um caixeiro esporadicamente empregado e político menor que sonhava em ser um advogado ou um ator, é dito ter sido a inspiração para a pequena protagonista, típico de muitas de suas histórias. Thurber descreveu sua mãe como uma "comediante nata" e "um dos melhores talentos cômicos que eu já conheci." Ela era uma brincalhona, e em uma ocasião fingiu ser aleijada e participou de um ato de cura religiosa, apenas para saltar para cima e proclamar-se curada.
Thurber tinha dois irmãos, William e Robert. Uma vez, durante um jogo de tiro na maçã, seu irmão William baleou James no olho com uma flecha e Thurber perdeu aquele olho. Esta lesão, mais tarde, iria levá-lo a tornar-se quase totalmente cego. Incapaz em sua infância de participar de esportes e outras atividades por causa de sua lesão, ele elaborou uma mente criativa que usaria então usado para expressar-se em escritos. O neurologista Vilayanur S. Ramachandran sugeriu que a imaginação de Thurber poderia ser parcialmente explicada pela síndrome de Charles Bonnet, uma condição neurológica que provoca alucinações visuais complexas em pessoas de outra forma mentalmente saudáveis que sofreram algum nível de perda visual.
Entre 1913  1918, frequentou The Ohio State University, onde era membro da Phi Kappa Psi Fraternity. Ele nunca se formou pois sua visão fraca o impediu de participar de disciplinas obrigatórias. Em 1995, ele colou grau postumamente.

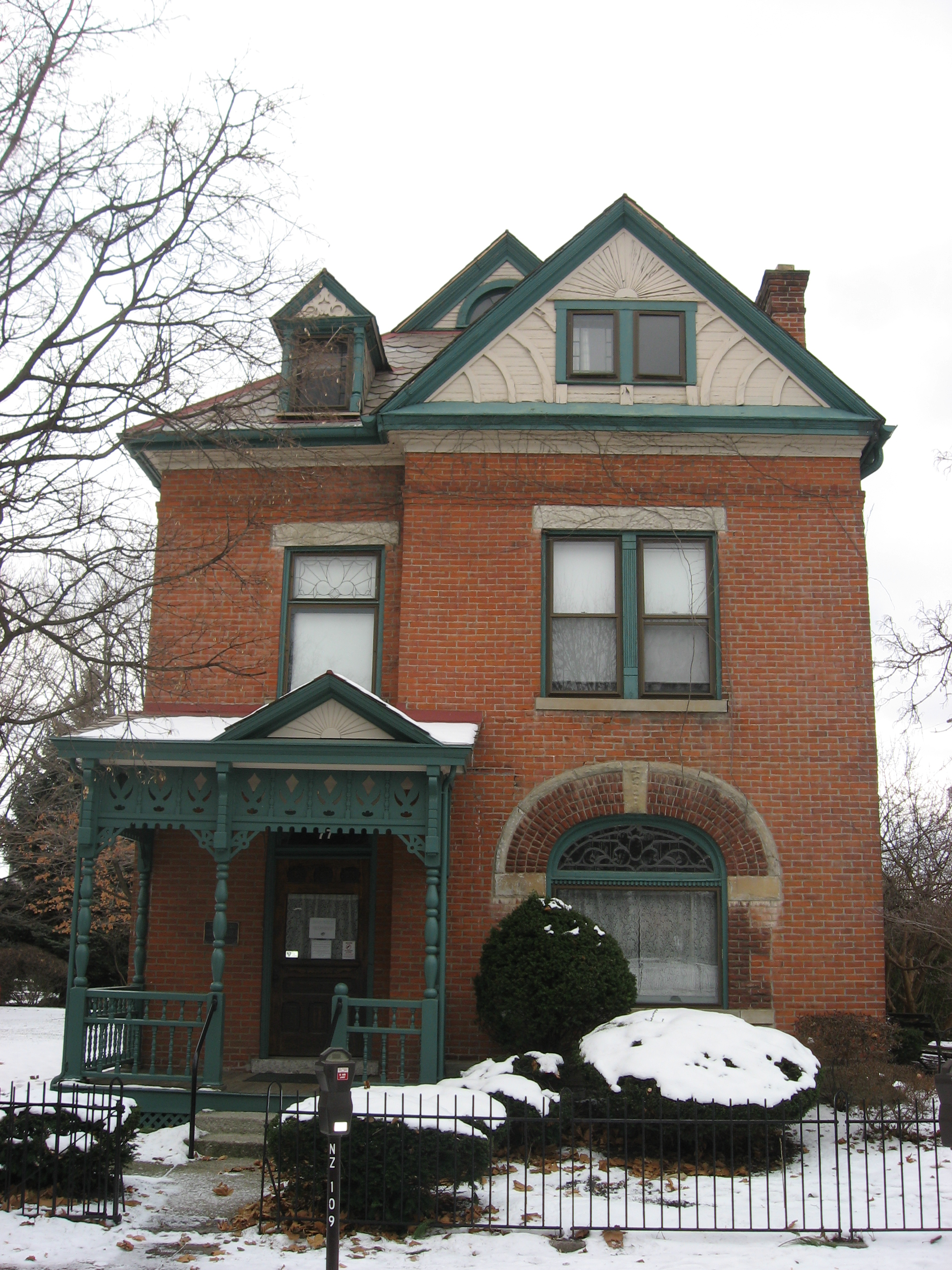
Casa de Thurber em Columbus

Entre 1918 e 1920, trabalhou com códigos para o Departamento de Estado, primeiramente em Washington, D.C., e depois na Embaixada dos Estados Unidos em Paris, França. Ao voltar para Columbus, ele começou sua carreira como repórter para The Columbus Dispatch de 1921 a 1924. Durante parte deste tempo, revisou livros, filmes e escreveu em uma coluna semanal chamada "credos e curiosidades", um título que mais tarde viria a ser dado a uma coleção póstuma de seu trabalho. Thurber voltou a Paris durante este período, onde escreveu para o Chicago Tribune e outros jornais.

### Mudança para Nova York
Em 1925, mudou-se para Greenwich Village em Nova York, conseguiu um emprego como repórter do New York Evening Post. Juntou-se à equipe da The New Yorker em 1927 como um editor, com a ajuda de E.B. White, seu amigo. Sua carreira como cartunista começou em 1930 após White encontrar alguns dos desenhos de Thurber em uma lata de lixo e apresentou-as para publicação. Thurber trabalhou com textos e desenhos para a The New Yorker até 1950.

### Casamento e família
Thurber Foi casado duas vezes. Em 1922, casou-se com Thurber Althea Adams. O casamento estava perturbado e terminou em divórcio maio 1935. Eles tiveram uma filha juntos, chamada Rosemary, e viveram em Fairfield (Connecticut). Casou-se em Junho de 1935 com Helen Wismer (1902-1986), e durou até à sua morte.

### Morte
Thurber foi acometido de um coágulo de sangue no cérebro em 4 de Outubro de 1961, e foi submetidos a cirurgia de emergência. A operação foi bem sucedida, mas ele morreu, aos 66 anos, devido a complicações de pneumonia, que se instalou. Suas últimas palavras, além da palavra repetida "Deus", foram "Deus abençoe ... Caramba", de acordo com a sua esposa, Helen.

## Obra
Um de seus livros, traduzidos para o português é "Luas e Luas" pela Editora Ática com tradução de Dinah Abreu Azevedo. Este livro foi publicado pela primeira vez em 1943. Com a morte de Thurber, sua filha Rosemary reescreveu a história, encurtando-a um pouco e deixando as ilustrações a cargo de um grande amigo de seu pai, o também americano Marc Simont.
Outro livro traduzido para o português é "A Última Flor - Uma Parábola em Imagens", pela Editora Expressão e Cultura, em 1979, com tradução de Carlos Eduardo Novaes.

É o autor do conto "A Vida Secreta de Walter Mitty", de 1939, adaptado duas vezes para o cinema. A primeira adaptação foi produzida por Samuel Goldwyn e dirigido por Norman Z. McLeod, com Danny Kaye desempenhando o papel de Walter Mitty. A segunda versão foi produzida em 2013, por Samuel Goldwyn, Jr, sendo dirigida e estrelada por Ben Stiller. Ganhou também uma tradução em português publicado na Revista Autorretratos, em 2024, por João Bezerra.

### Livros
- Is Sex Necessary? or, Why You Feel The Way You Do, (1929 with E. B. White), 75th anniv. edition (2004) with foreword by John Updike, ISBN 0-06-073314-4
- The Owl in the Attic and Other Perplexities, 1931
- The Seal in the Bedroom and Other Predicaments, 1932
- My Life and Hard Times, 1933 ISBN 0-06-093308-9
- The Middle-Aged Man on the Flying Trapeze, 1935
- Let Your Mind Alone! and Other More Or Less Inspirational Pieces, 1937
- The Last Flower, 1939, reissued 2007 ISBN 978-1-58729-620-8
- The Male Animal (stage play), 1939 (with Elliott Nugent) and screenplay starring Henry Fonda, written by Stephen Morehouse Avery
- Fables for Our Time and Famous Poems Illustrated, 1940 ISBN 0-06-090999-4
- My World – And Welcome To It, 1942 ISBN 0-15-662344-7
- Men, Women and Dogs, 1943
- The Thurber Carnival (anthology), 1945, ISBN 0-06-093287-2, ISBN 0-394-60085-1 (Modern Library Edition)
- The Beast in Me and Other Animals, 1948 ISBN 0-15-610850-X
- The Thurber Album, 1952
- Thurber Country, 1953
- Thurber's Dogs, 1955
- Further Fables For Our Time, 1956
- Alarms and Diversions (anthology), 1957
- The Years With Ross, 1959 ISBN 0-06-095971-1
- A Thurber Carnival (stage play), 1960
- Lanterns and Lances, 1961

### Livros infantis
- Many Moons, (children) 1943 (depois condensado como The Princess Who Wanted The Moon)
- The Great Quillow, (children) 1944
- The White Deer, (children) 1945
- The 13 Clocks, (children) 1950
- The Wonderful O, (children) 1957

### Livros póstumos
- Credos and Curios, 1962 (ed. Helen W. Thurber)
- Thurber & Company, 1966 (ed. Helen W. Thurber)
- Selected Letters of James Thurber, 1981 (ed. Helen W. Thurber & Edward Weeks) ISBN 978-0-316844-44-4
- Collecting Himself:  James Thurber on Writing and Writers, Humor and Himself, 1989 (ed. Michael J. Rosen)
- Thurber On Crime, 1991 (ed. Robert Lopresti) ISBN 978-0-892964-50-5
- People Have More Fun Than Anybody: A Centennial Celebration of Drawings and Writings by James Thurber, 1994 (ed. Michael J. Rosen) ISBN 978-0-151000-94-4
- James Thurber: Writings and Drawings (anthology), 1996, (ed. Garrison Keillor), Library of America, ISBN 978-1-883011-22-2
- The Dog Department:  James Thurber on Hounds, Scotties, and Talking Poodles, 2001 (ed. Michael J. Rosen) ISBN 978-0-060196-56-1
- The Thurber Letters: The Wit, Wisdom, and Surprising Life of James Thurber, 2002 (ed. Harrison Kinney, with Rosemary A. Thurber) ISBN 978-0-743223-43-0

### Contos
- "The Man Who Hated Moonbaum"
- "The Black Magic of Barney Haller"
- "The Secret Life of Walter Mitty"
- "The Night the Bed Fell"
- "The Unicorn in the Garden"
- "The Moth and the Star"
- "The Rabbits Who Caused All the Trouble"
- "The Macbeth Murder Mystery", 1937 (printed in The New Yorker)
- "You Could Look It Up", 1941
- "The Catbird Seat", 1942
- "The Secret Life of James Thurber", 1943
- "The Breaking up of the Winships", 1945
- "A Couple of Hamburgers"
- "The Greatest Man in the World"
- "The Cane in the Corridor"
- "If Grant Had Been Drinking at Appomattox"
- "The Bear Who Let It Alone"
- "The Princess and the Tin Box"
- "The Dog that Bit People"
- "The Lady on 142"
- "The Remarkable Case of Mr.Bruhl"
- "The Scotty Who Knew Too Much"
- "The Night the Ghost Got In"
- "The Car We Had to Push"
- "The Day the Dam Broke"
- "More Alarms at Night"
- "A Sequence of Servants"
- "University Days"
- "Draft Board Nights"
- "The Wood Duck"
- "The Tiger Who Was to Be King"
- "The Owl Who was God"
- "File and Forget"[8]
- "The Whip-Poor-Will"
- "Mr. Preble Gets Rid of His Wife"

## Leitura complementar

### Biografias sobre Turner
- Bernstein, Burton. 1975. Thurber. William Morrow & Co. ISBN 9780396070276
- Fensch, Thomas. 2001. The Man Who Was Walter Mitty: The Life and Work of James Thurber. ISBN 9780738840833
- Grauer, Neil A. 1994. Remember Laughter: A Life of James Thurber. University of Nebraska Press. ISBN 9780803221550
- Kinney, Harrison. 1995. James Thurber: His Life and Times. Henry Holt & Co. ISBN 9780805039665

### Literatura revisada
- Holmes, Charles S. 1972. The Clocks Of Columbus:  The Literary Career of James Thurber Atheneum. ISBN 9780689705748